# 평양종
평양종(平壤鐘)는 조선민주주의인민공화국 평양시에 위치한 종이다. 조선 시대인 1700년대에 제작된 종으로 조선민주주의인민공화국의 국보 제23호로 지정되었다.